# Apoecus apertus
Apoecus apertus is een slakkensoort uit de familie van de Enidae. De wetenschappelijke naam van de soort is voor het eerst geldig gepubliceerd in 1863 door Eduard von Martens als Pupa aperta.